# 嵯峨野觀光鐵道

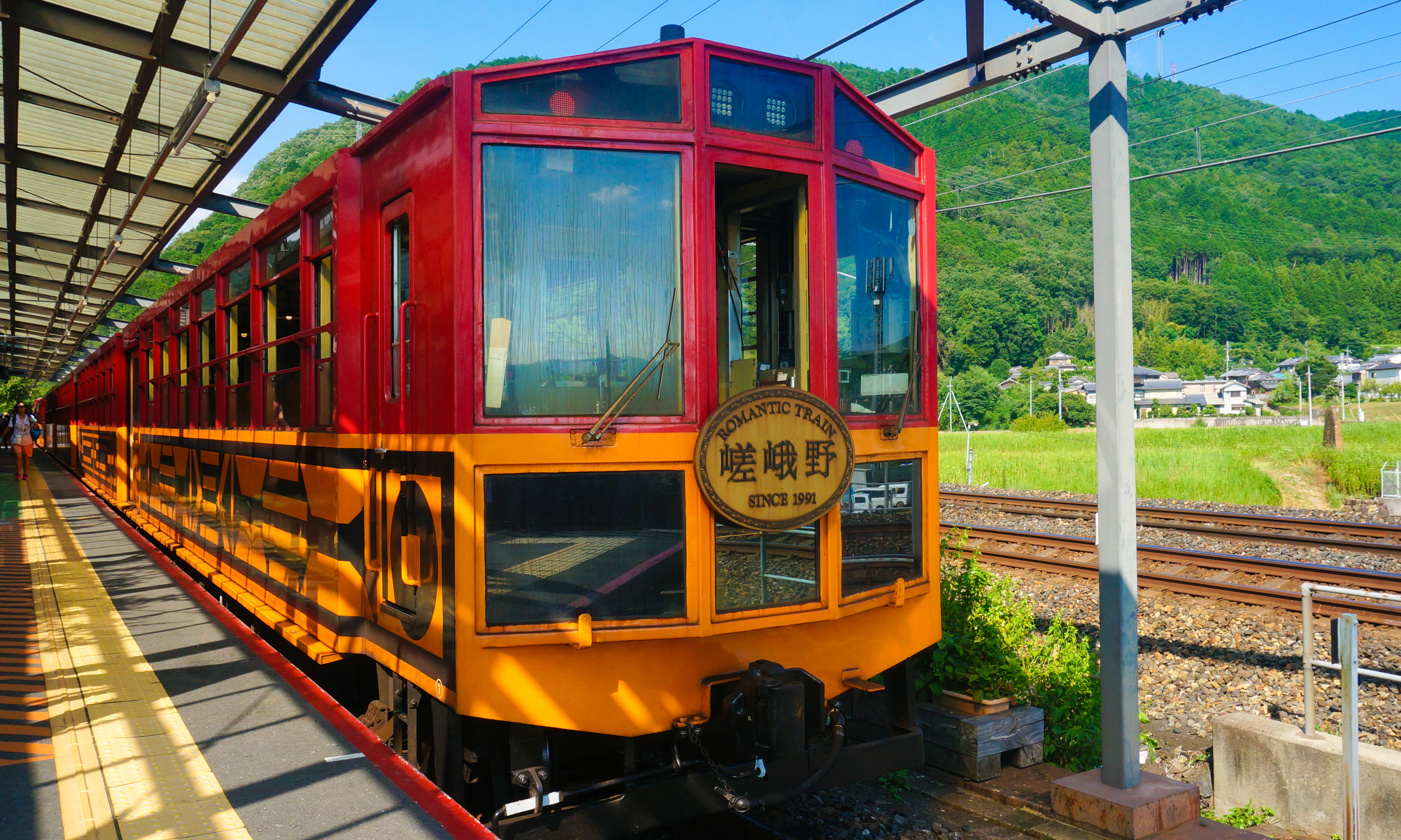
嵯峨野觀光鐵道的列車

嵯峨野觀光鐵道股份有限公司（日语：／ Sagano Kankō Tetsudō */?），簡稱嵯峨野觀光鐵道，是一家總公司設於日本京都府京都市右京區的地方觀光鐵路公司，是由西日本旅客鐵道（JR西日本）全資擁有的子公司。該公司主要的業務是經營京都市與龜岡市之間、利用山陰本線舊線而設置的觀光小火車（トロッコ列車）路線——嵯峨野觀光線。

## 歷史
由於路線電氣化與複線化的需要，JR西日本在嵯峨野線（山陰本線的一部份）嵯峨（現在的嵯峨嵐山）與馬堀間鋪設新線，並於1989年3月進行路線切換。切換之後原本沿著保津峽修築、沿線風景評價極高的舊線成為沒有列車行駛的無用路線，因此開始有活用廢置的舊線改為觀光鐵道的提案，並於1991年時開始觀光小火車的定期服務班次。
- 1990年（平成2年）11月4日：公司創立。
- 1991年（平成3年）4月27日：嵯峨野觀光線小火車嵯峨（トロッコ嵯峨駅）—小火車龜岡（トロッコ亀岡駅）間路段通車。
- 2003年（平成15年）4月：位於小火車嵯峨車站前的科技與藝術展覽館「19世紀館」（19世紀ホール）啟用。
- 2011年（平成23年）3月1日：位於小火車嵯峨車站前的「西洋鏡・京都・JAPAN」（ジオラマ・京都・JAPAN）主題公園啟用。

## 路線

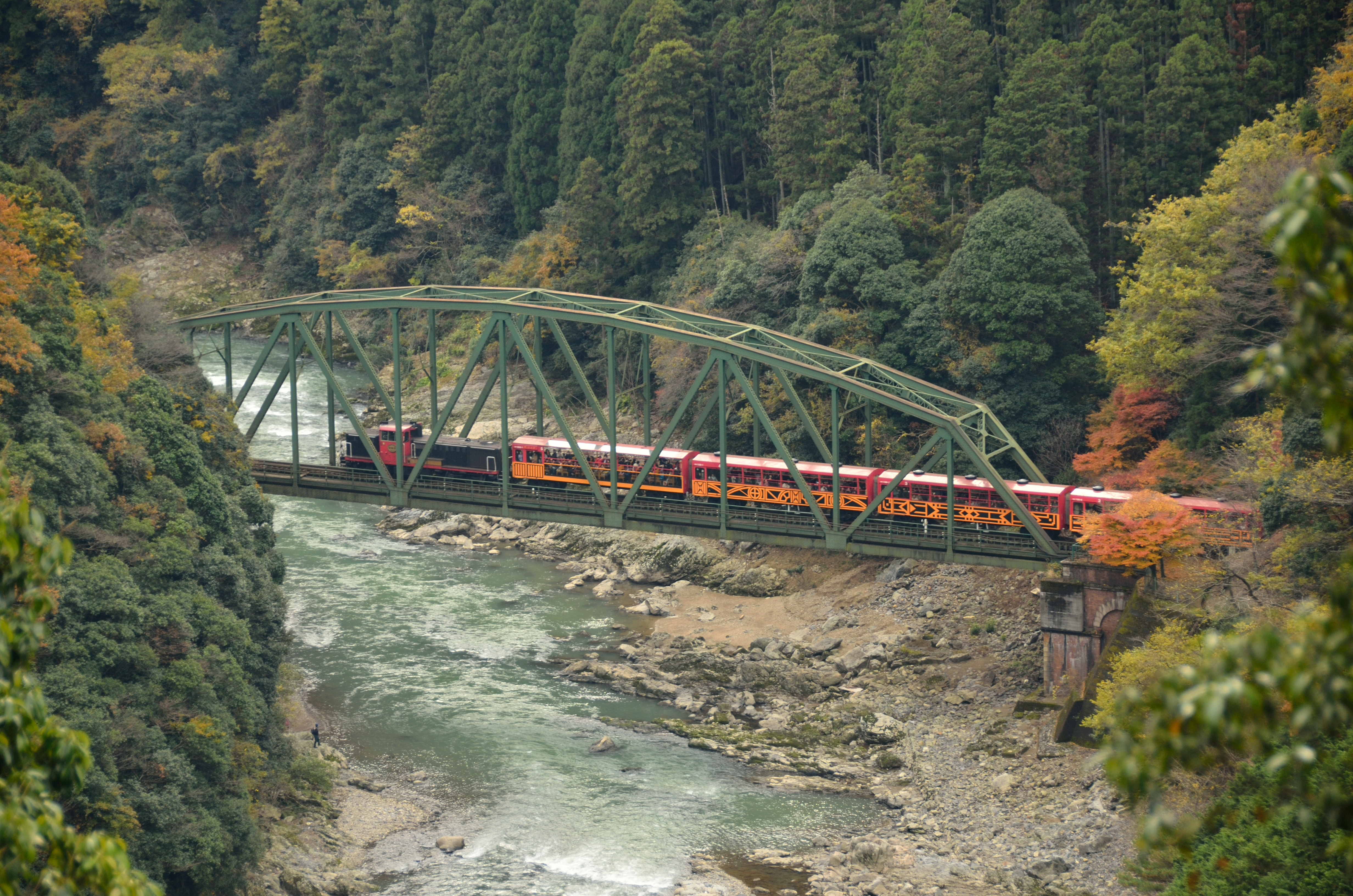
穿过保津川桥梁的列车

| 中文線名     | 日文線名 | 起點       | 終點       | 距離（公里） |
| ------------ | -------- | ---------- | ---------- | ------------ |
| 嵯峨野觀光線 |          | 小火車嵯峨 | 小火車龜岡 | 7.3          |

## 外部連結
- （日語）嵯峨野觀光鐵道 （页面存档备份，存于）